# Limnichoderus similis
Limnichoderus similis är en skalbaggsart som beskrevs av Wooldridge 1981. Limnichoderus similis ingår i släktet Limnichoderus och familjen lerstrandbaggar. Inga underarter finns listade i Catalogue of Life.